# Zielony Ostrów (wyspa)
Zielony Ostrów – wyspa na jeziorze Jeziorak, na terenie gminy Zalewo. Jest to czwarta wyspa pod względem wielkości (za Wielką Żuławą, Wielkim Bukowcem i Czaplakiem) na tym jeziorze. Na tej wyspie jest organizowany obóz Wyspa. Wyspa jest też znana pod nazwami Wyspa Łąkowa (od łąki, która znajduje się w środku wyspy) i Krowia Wyspa (od krów, które się tam kiedyś pasły). Wyspa w części należy do osoby prywatnej.